# Die Verbrecher
Die Verbrecher ist ein deutscher Fernsehfilm von 1964, nach dem gleichnamigen Schauspiel in drei Akten von Ferdinand Bruckner von 1928. Der Film thematisiert die Diskrepanz zwischen Rechtsprechung und Gerechtigkeit sowie die äußeren Umstände, unter denen Verbrechen begangen werden.

## Handlung
Der Film zeigt verschiedene Verbrechen, die von den Bewohnern eines Mietshauses begangen werden und die miteinander verbunden sind, sowie die jeweiligen Gerichtsprozesse:
Olga Nagerle und ihr Freund Kummerer erwarten ein Kind, das sie sich aber aufgrund ihrer ärmlichen Verhältnisse nicht leisten können. Sie vereinbaren mit der Köchin Ernstine Puschek, die selbst keine Kinder bekommen kann, dass diese das Kind übernehmen und als ihr eigenes ausgeben soll – auch gegenüber ihrem Geliebten, Gustav Tunichtgut, der sich als Vater wähnen soll. Ernstine ist jedoch sehr eifersüchtig und findet heraus, dass Gustav mehrere Geliebte hat, darunter Karla Kudelka, die unten im Haus eine Schankwirtschaft betreibt. Ernstine will sie zur Rede stellen und findet bei ihr die Taschenuhr ihres Geliebten, der kurz zuvor durch das Fenster entkommen ist. In ihrer Wut erwürgt sie Kudelka. Die Polizei findet später nicht nur die Uhr bei Kudelka, sondern auch den Schlüssel zur Schankwirtschaft in Gustavs Wohnung, wodurch er zum Hauptverdächtigen des Mordes wird. Auch im Prozess sagt Ernstine nicht zugunsten von Gustav aus, wodurch endgültig klar wird, dass sie sich an ihm rächt, indem sie ihm den Mord in die Schuhe schiebt. Gustav wird zum Tod verurteilt, und sein Anwalt versucht vergeblich, Ernstine zur Unterzeichnung eines Gnadengesuchs zu überreden.
Ernstine will das Kind von Olga nun nicht mehr haben. Olga ist angesichts ihrer Armut so verzweifelt, dass sie nach der Geburt sich und das Kind töten will und mit ihm ins Wasser geht. Sie rettet sich dann aber doch an Land und nur das Kind ertrinkt, worauf sie zu vier Jahren und zehn Monaten Zuchthaus wegen Totschlags verurteilt wird.
Ernstine arbeitet als Köchin im Haushalt von Frau Berlessen. Deren Sohn Frank wird erpresst, weil er homosexuell ist. Er gerät in einen Gewissenskonflikt, weil er im Prozess gegen seinen Erpresser Schimmelweis aussagen und ihn entlasten muss, um selbst nicht wegen des § 175 verurteilt zu werden. Durch seine Aussage wird der Erpresser freigesprochen.
Franks bester Freund Alfred Fischau wohnt als Untermieter bei den Berlessens. Er hasst Franks älteren Bruder Josef, der ihn bedroht und das Geld der Familie mit Frauen durchbringt. Alfred hat sich in seine (ältere und verheiratete) Vermieterin verliebt und stiehlt an seiner Arbeitsstelle Geld, um mit ihr durchzubrennen. Da er das Geld aber kurz darauf zurückgibt und sich reuig zeigt, bekommt er nur eine Strafe von fünf Monaten, die zur Bewährung ausgesetzt wird. Nach dem Prozess gesteht Frank gegenüber Alfred seine Homosexualität ein. Alfred wandert nach Amerika aus und versucht vergeblich, Frank zu überzeugen mitzureisen.
Ebenfalls im selben Haus wohnt Frau von Wieg, eine Witwe aus einer ehemals wohlhabenden Adelsfamilie. Sie verkauft nach und nach ihre Habseligkeiten, um die Ausbildung ihrer beiden Kinder zu finanzieren: Ihre Tochter Lieselotte macht ein Diplom als Klavierlehrerin und ihr Sohn Ottfried studiert Kunstgeschichte. Beide wundern sich, wo die Mutter immer wieder Geld herholt. Die Mutter verschweigt ihnen, dass sie Schmuckgegenstände verkauft hat, die ihr gar nicht gehörten, sondern die Dietrich, der Bruder ihres verstorbenen Mannes, ihr in Verwahrung gab, bevor er nach Südamerika auswanderte. Plötzlich kehrt Dietrich zurück und verlangt den Schmuck oder das damit verdiente Geld zurück. Frau von Wieg heiratet Dietrich schließlich, weil sie nur so den Lebensstandard ihrer Kinder erhalten kann.
Die vier gezeigten Strafprozesse werden so ineinandermontiert, dass der Zuschauer erst gegen Ende des Films die Urteile in allen Fällen erfährt. Die Richter und Staatsanwälte werden überwiegend als strenge und unsentimentale Personen gezeichnet, die sich kaum in die Lebensumstände der Angeklagten und Zeugen sowie die eigentlichen Tatumstände hineinversetzen können.

## Produktion
Der Film ist eine Koproduktion des Bayerischen Rundfunks und des Sender Freies Berlin. Er wurde am 21. Mai 1964 zum ersten Mal ausgestrahlt.

## Rezeption
„[F]ür den Bayerischen Rundfunk ist das Fernsehspiel Weltanschauung. Er sucht das Quälende, das Bösartige. Diesmal hat er ein übriges getan: er bot das an sich schon krass-realistische Spiel widerwärtig, abstoßend. Die Überspitzungen waren so überdeutlich, dass man sie als solche nicht mehr erkannte [...]. Die schauspielerischen Leistungen in Kehlmanns Inszenierung waren hervorragend.“

„Die Wirksamkeit der nicht mehr ganz frischen Attacke gegen die Justiz leidet zwar unter der allzu grobschlächtigen Zeichnung der Juristen, aber die Inszenierung bot reichlich Entschädigung mit schauspielerischen Leistungen. Vor allem einer: Wie Rosel Schäfer Sehnsucht, Liebesentrücktheit, Eifersucht und harte Entschlossenheit der Köchin Puschek mit sparsamer Mimik und Gestik fühlbar machte, das war beste Schauspielunst nach Bildschirmmaß“